# Rugosana chadana
Rugosana chadana är en insektsart som beskrevs av Ball och Robert Gatlin Reeves 1927. Rugosana chadana ingår i släktet Rugosana och familjen dvärgstritar. Inga underarter finns listade i Catalogue of Life.